# Królestwo Kambodży (państwo marionetkowe)
Królestwo Kambodży – istniejące od 9 marca do 15 kwietnia 1945 roku państwo marionetkowe zależne od Japonii utworzone na zajętych przez nią terenach Indochin Francuskich. Japończycy zezwolili francuskim urzędnikom na dalsze pełnienie ich obowiązków. Królem został Norodom Sihanouk, a premierem Syn Ngoc Thanh. Ogłoszenie niepodległości Kambodży było częścią planu utworzenia Wielkiej Wschodnioazjatyckiej Strefy Wspólnego Dobrobytu.